# Аздрубале де Медичи
Аздрубале де Мèдичи (на италиански: Asdrubale de' Medici; † 13 юли 1565, Малта) е италиански кондотиер.

## Произход
Той е извънбрачен син на кардинал Иполито де Медичи (1511 – 1535) и според някои източници на Джулия Гонзага (1513 – 1566), подпомогната от кардинала в бягството си от Фонди, когато Хайредин Барбароса се опитва да я отвлече. Негови дядо и баба по бащина линия са Джулиано II де Медичи, херцог на Немур от 1515 г., господар на Флоренция от 1513 г. и генерален капитан на Църквата от 29 юни 1515 г. до смъртта си, и Пачифика Брандани от Урбино, придворна дама в двора на Урбино, а по майчина – Лудовико Гонзага, кондотиер, втори граф на Сабионета, граф на Родиго, сеньор на Боцоло и Остиано, и Франческа Фиески, дъщеря на Джан Луиджи Фиески, граф на Лаваня.

## Биография
Много млад става рицар на Малтийския орден и капитан на пехотата на ордена. През 1554 г. бяга от острова с други флорентински благородници, насочвайки се към Порто Ерколе, за да се запише под френския флаг в опит да свали своя братовчед Козимо I де Медичи, станал наскоро херцог на Флоренция и бъдещ велик херцог на Тоскана. Между 1555 и 1557 г. Аздрубале участва в защитата на Сиенската република срещу експанзионистичните цели на Козимо I и поради тази причина е обявен за бунтовник от своя братовчед.
По-специално се отличава за защитата на Киуздино в Тосканска Марема, една от последните крепости на агонизиращата Сиенска република. Обратно в Малта, умира там на 13 юли 1565 г. по време на обсадата на Форт Сан Микеле.